# استیلورگان
شهر استیلورگان (به انگلیسی: Stillorgan) با جمعیت  ۱۵٫۸۹۴   نفر  در  شهرستان دوبلین در کشور جمهوری ایرلند واقع شده‌است.